# Hamodes mandarina
Hamodes mandarina là một loài bướm đêm trong họ Noctuidae.